# Anta da Barrosa

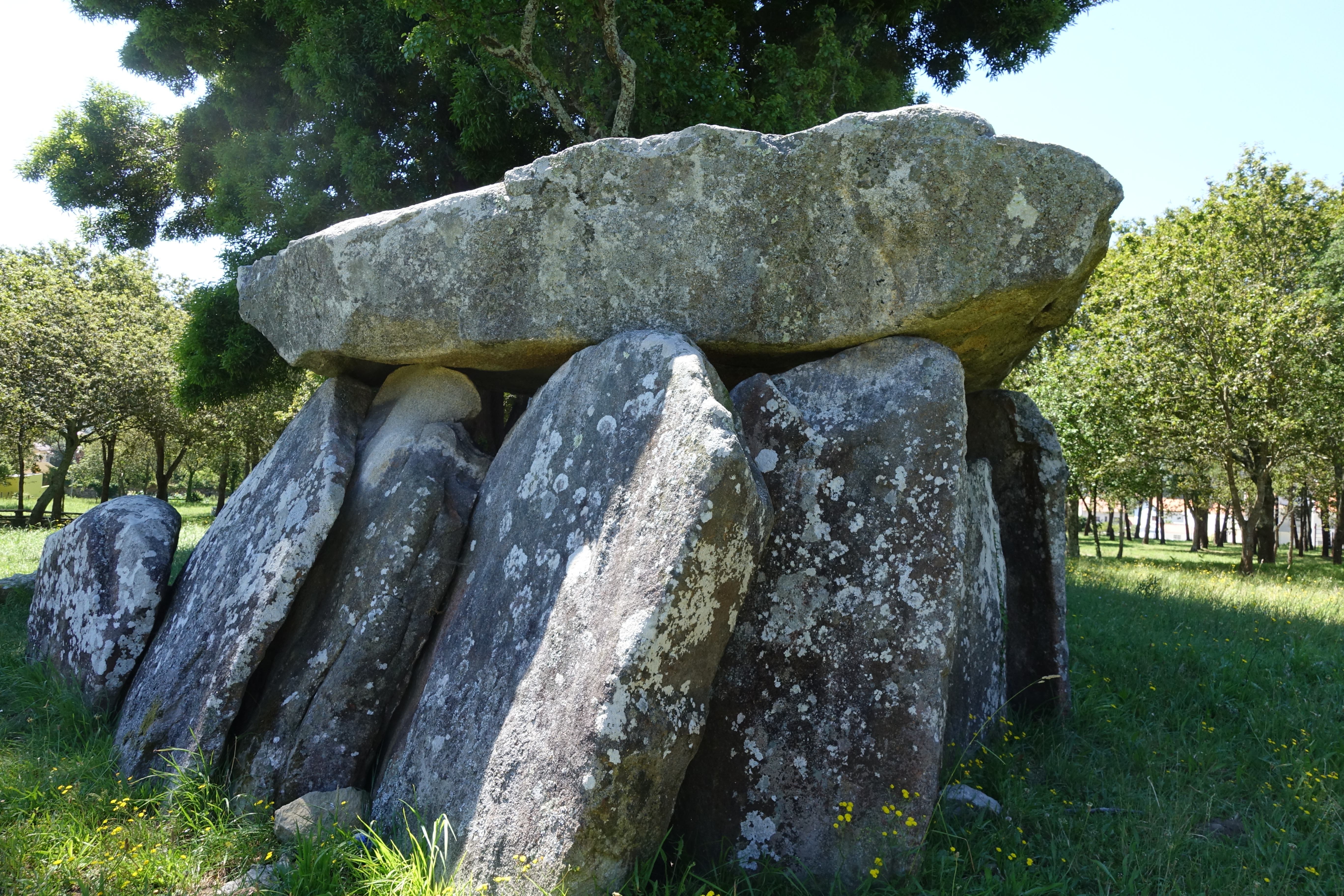
Dolmen da Barrosa, Vila Praia de Âncora

La Anta da Barrosa, también referida como Dolmen da Barrosa y Lapa dos Mouros, se localiza en la freguesia de Vila Praia de Âncora, municipio de Caminha, distrito de Viana do Castelo, en Portugal.

## Historia
Se trata de un monumento megalítico construido a finales del siglo XXX a. C. (periodo Neolítico).
Se encuentra clasificado como Monumento Nacional desde 1910.

## Actualidad
A pesar de ser monumento nacional, el Dolmen da Barrosa estuvo localizado en terreno privado, y prácticamente escondido por los muros altos de una quinta.
Los terrenos donde se encuentra el monumento estaban en litigio judicial y, en 2016, la Cámara Municipal de Caminha pagó una indemnización de 240 mil euros.
La cámara municipal va a remodelar toda el área que envuelve el área, plantando árboles autóctonos y la destrucción de una antigua pista de ‘skate’. El proyecto de remodelación surgió de una candidatura al primer Presupuesto Participativo de Camina. La inversión ronda los 28 mil euros.
En una segunda fase, será construido un núcleo Museológico del Megalítico. La candidatura para el Núcleo Megalítico fue presentada en 2016 al programa ‘Norte 2020’, pero la propuesta aún no fue aprobada.